# Indywidualne Mistrzostwa Wielkiej Brytanii na Żużlu 1977
Indywidualne mistrzostwa Wielkiej Brytanii na żużlu – cykl turniejów żużlowych mających wyłonić najlepszych żużlowców brytyjskich w 1977 roku. Tytuł wywalczył Michael Lee z King’s Lynn Stars. 

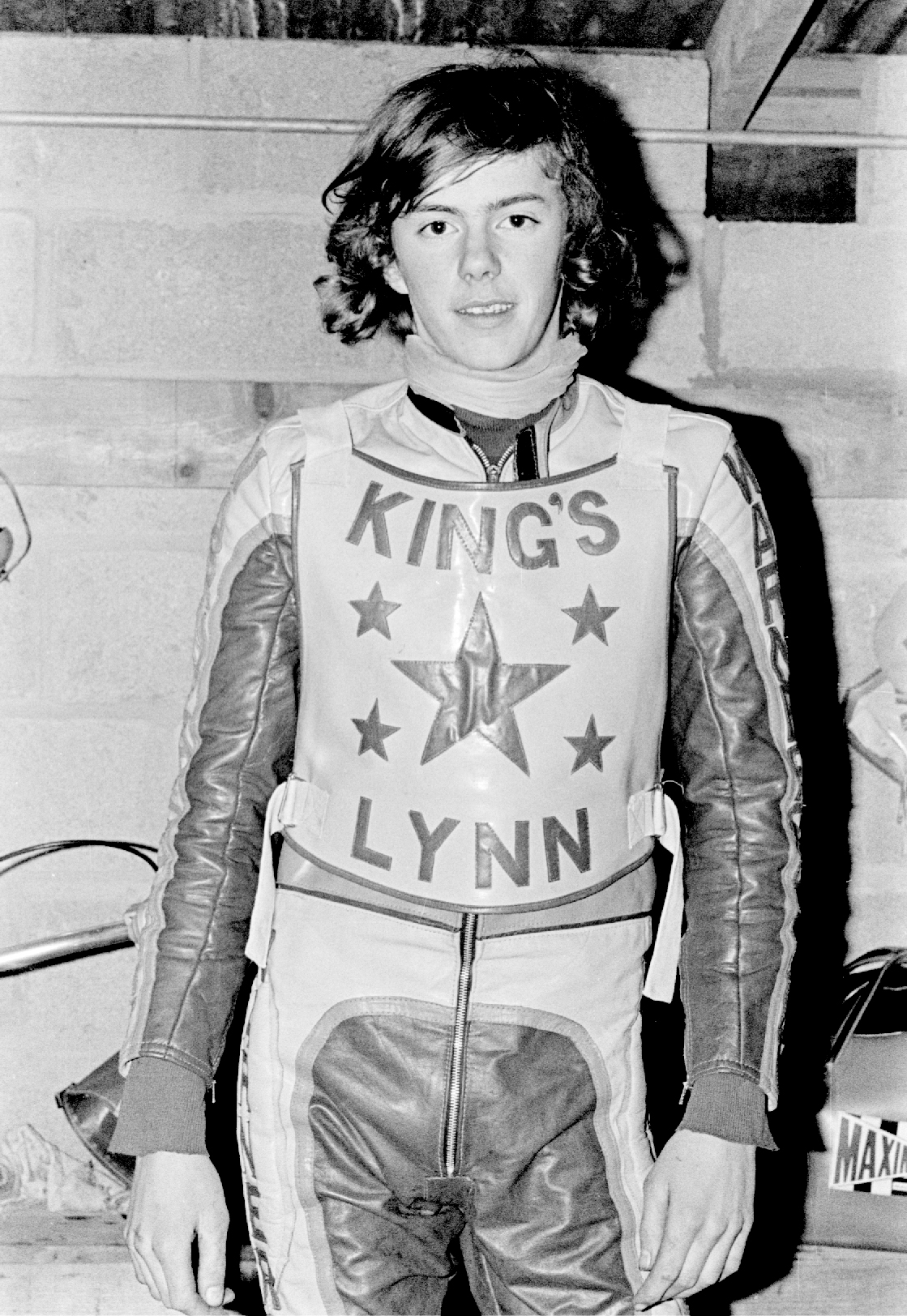
Michael Lee - mistrz Wielkiej Brytanii 1977

## Finał
- 13 maja 1977 r. (piątek),  Coventry

| Msc. | Zawodnik         | Klub              | Pkt |  |  |
| ---- | ---------------- | ----------------- | --- |  |  |
| 1    | Michael Lee      | King’s Lynn Stars | 14  |  |  |
| 2    | Dave Jessup      |                   | 13  |  |  |
| 3    | Doug Wyer        | Sheffield Tigers  | 12  |  |  |
| 4    | John Davis       | Reading Racers    | 10  |  |  |
| 5    | Keith White      | Hackney Hawks     | 10  |  |  |
| 6    | Chris Morton     | Belle Vue Aces    | 9   |  |  |
| 7    | Bob Kilby        | Oxford Rebels     | 9   |  |  |
| 8    | Gordon Kennett   |                   | 8   |  |  |
| 9    | Terry Betts      | King’s Lynn Stars | 8   |  |  |
| 10   | Alan Wilkinson   |                   | 7   |  |  |
| 11   | John Louis       | Ipswich Witches   | 6   |  |  |
| 12   | Martin Ashby     | Swindon Robins    | 5   |  |  |
| 13   | Barry Thomas     | Hackney Hawks     | 2   |  |  |
| 14   | David Gagen      |                   | 2   |  |  |
| 15   | Neil Middleditch | Poole Pirates     | 2   |  |  |
| 16   | Malcolm Simmons  | Poole Pirates     | 0   |  |  |